# Jeanne Goursaud

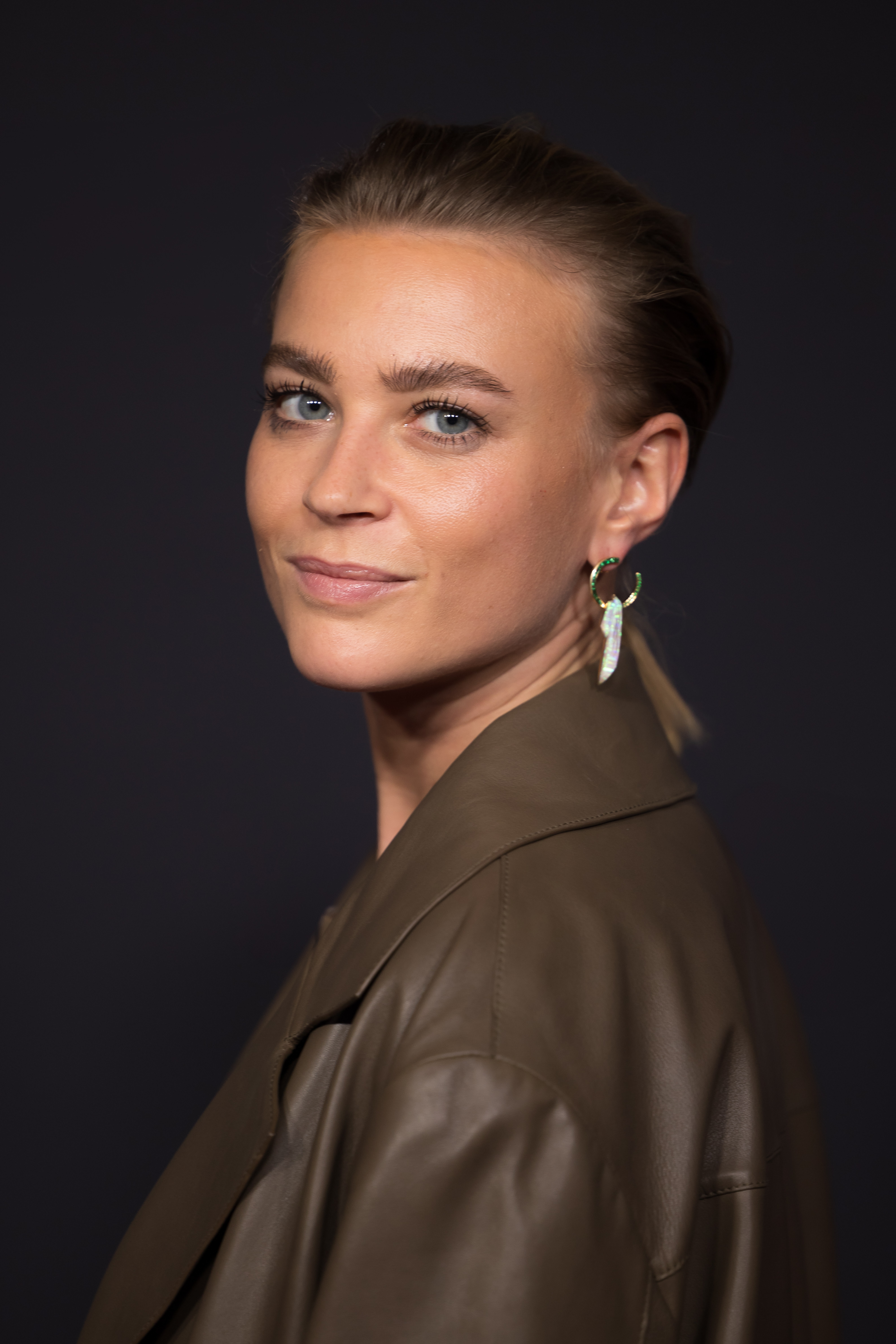
Jeanne Goursaud, 2024

Jeanne Goursaud (* 4. April 1996 in Pinneberg) ist eine deutsch-französische Schauspielerin.

## Leben
Goursaud, Tochter einer deutschen Mutter und eines französischen Vaters, wuchs in Pinneberg auf. Sie nahm Unterricht an einer Hamburger Kinderschauspielschule, von 2006 bis 2014 an der TASK Schauspielschule für Kinder & Jugendliche sowie 2018 bei Ivana Chubbuck.
Goursaud lebt in Köln und Berlin. Sie spricht neben Deutsch fließend Englisch und Französisch.

## Karriere
2012 war Jeanne Goursaud das Werbegesicht der Johnson-&-Johnson-Kosmetikmarke Bebe Young Care.
Als Schauspielerin ist Jeanne Goursaud bekannt aus der zweiten Staffel der deutsch-australischen Fernsehserie In Your Dreams und der fünften Staffel der mit dem deutschen Fernseh- und Comedypreis ausgezeichneten Comedy-Serie Der Lehrer, in der sie als Bibi zu sehen war. 2016 drehte sie als Babsirella an der Seite von Michael Herbig den Kinofilm Bullyparade – Der Film, der anlässlich des 20-jährigen Bestehens der Show am 17. August 2017 in die Kinos kam.
Unter der Regie von Clint Eastwood war sie Teil des Casts der Kinoproduktion 15:17 to Paris. Bis 2018 spielte sie Janina in der Grimme-Preis-prämierten Mystery-Webserie Wishlist. Seit 2020 ist sie in der Hauptrolle der Thusnelda in der auf Netflix gestreamten Serie Barbaren zu sehen. Die Serie wurde in den ersten vier Wochen nach Veröffentlichung von mehr als 37 Millionen Haushalten weltweit aufgerufen.
2024 wurde sie Mitglied der European Film Academy.

## Filmografie (Auswahl)

### Filme
- 2015: Erwartungen
- 2015: White blank page
- 2015: Elena
- 2017: Dieter Not Unhappy
- 2017: Bullyparade – Der Film
- 2018: Was uns nicht umbringt
- 2018: 15:17 to Paris (The 15:17 to Paris)
- 2018: Kalte Füße
- 2018: Klassentreffen 1.0
- 2018: Pestana
- 2019: Die drei !!!
- 2022: The Magic Flute – Das Vermächtnis der Zauberflöte (The Magic Flute)
- 2025: Exterritorial

### Fernsehen
- 2012, 2016: Die Pfefferkörner (Serie, 2 Episoden)
- 2012: Neues aus Büttenwarder (Serie, Episode Survival)
- 2014: Charlottes Welt – Geht nicht, gibt’s nicht
- 2014: Die Mutter des Mörders
- 2014: In Your Dreams – Sommer ohne Eltern (In Your Dreams, Serie, 3 Episoden)
- 2015: Simon sagt auf Wiedersehen zu seiner Vorhaut
- 2015: Die 7. Stunde
- 2016–2019: Der Lehrer (Serie, 26 Episoden)
- 2017: Zaun an Zaun
- 2017–2018: Wishlist (Serie, 11 Episoden)
- 2017: Sechs auf einen Streich: Der Schweinehirt (Filmreihe)
- 2017: Blockbustaz (Serie, Episode Geißbock)
- seit 2017: In Wahrheit (Fernsehreihe)
  - 2017: Mord am Engelsgraben
  - 2018: Jette ist tot
  - 2019: Still ruht der See
  - 2020: Jagdfieber
  - 2021: In einem anderen Leben
  - 2022: Unter Wasser
  - 2022: Blind vor Liebe
- 2018: Alarm für Cobra 11 – Die Autobahnpolizei (Serie, Episode Harte Schule)
- 2018: Großstadtrevier (Serie, Episode Drah di ned um)
- 2018: Einstein (Serie, Episode Expansion)
- 2018: Schneeweißchen und Rosenrot
- 2018: Jung, blond, tot – Julia Durant ermittelt
- 2019: Hubert ohne Staller (Serie, 17 Episoden)
- 2019: Ein himmlisch fauler Engel
- 2019: SOKO Wismar (Serie, Episode Die Rache der Ostseeschnäpel)
- 2020–2022: Barbaren (Serie, 12 Episoden)
- 2021: Der Bergdoktor (Serie, Episode Bis nichts mehr bleibt)
- 2021–2023: Para – Wir sind King (Serie, 12 Episoden)
- 2021: Der Rebell – Von Leimen nach Wimbledon
- 2023: Liebes Kind (Serie, 6 Episoden)
- 2023: Simon Becketts Die Chemie des Todes (The Chemistry of Death, Serie, 4 Episoden)
- 2023: Pax Massilia (Serie, 6 Episoden)